# Gostyniec (przystanek kolejowy)
Gostyniec – zlikwidowany osobowy przystanek kolejowy w Gostyńcu w województwie zachodniopomorskim, w Polsce.